# Hyparrhenia praetermissa
Hyparrhenia praetermissa là một loài thực vật có hoa trong họ Hòa thảo. Loài này được Veldkamp mô tả khoa học đầu tiên năm 1971.